# Палауско-турецкие отношения
Палауско-турецкие отношения — двусторонние дипломатические отношения между Палау и Турцией. 
Посольство Турции в Токио аккредитовано на Палау. Темми Л. Шмулл, бывший министр иностранных дел Палау, является почётным консулом Турции на Палау.

## История
Дипломатические отношения между Турцией и Палау были установлены 10 мая 2007 года.
На протяжении многих лет Турцию и Палау связывают дружеские отношения. В настоящее время Турция является третьим крупнейшим донором Палау после США и Японии. Турецкое агентство по сотрудничеству и координации (TİKA) проявляет активную деятельность на острове. В целом отношения Турции с Палау в основном основаны на сотрудничестве на международных платформах и экономической помощи через TİKA. Также Турция сотрудничает с Японией в предоставлении грантов для портов и рыболовных объектов на Палау.

## Экономические отношения
В 2014 году турецкий экспорт на Палау составил 1 млн $, а турецкий импорт из Палау составил 2,7 млн $.
Согласно данным UN Comtrade, турецкий импорт из Палау в 2020 году составил 9,03 млн $, а турецкий экспорт на Палау в 2020 году составил 1,85 млн $.

## Визовая политика
Гражданам Палау требуется виза для въезда в Турцию.